# Alexander Jordan (Historiker)
Alexander Jordan (* 1975 in Füssen) ist ein deutscher Historiker. Er ist Leiter des Wehrgeschichtlichen Museums Rastatt. 

## Leben
Jordan stammt aus dem schwäbischen Füssen. Von 1999 bis 2007 studierte er Geschichtswissenschaften an der Otto-Friedrich-Universität Bamberg (M.A. 2004); 2006 wurde er mit dem Förderpreis des Werner-Hahlweg-Preises für Militärgeschichte und Wehrwissenschaften ausgezeichnet. 2001/02 studierte er mit einem Stipendium der Europäischen Union Geschichts- und Sozialwissenschaften sowie Volkswirtschaftslehre an der University of Wales, Swansea. (BSc Econ 2002).
2007 wurde er bei Karl Möckl an der Fakultät Geschichts- und Geowissenschaften der Universität Bamberg mit der Dissertation Krieg um die Alpen 1914–1918. Der Erste Weltkrieg im Alpenraum und der bayerische Grenzschutz in Tirol zum Dr. phil. (summa cum laude) promoviert. 2007/08 war er Lehrbeauftragter; er baute ein Archiv zur Geschichte des Alpenkrieges in Norditalien auf.
Seit 2008 ist Jordan als Nachfolger von Kai Uwe Tapken Direktor und Geschäftsführer des Wehrgeschichtlichen Museums (WGM) Rastatt GmbH. Dort ist er u. a. Kurator militärhistorischer Sonderausstellungen. Außerdem ist er Vorstandsmitglied (Geschäftsführer) des Fördervereins Vereinigung der Freunde des Wehrgeschichtlichen Museums Schloß Rastatt e. V.
Er ist ferner Mitglied der Commission Internationale d’Histoire Militaire, des Arbeitskreises Militärgeschichte und des International Council of Museums sowie seit 2015 des Deutschen Museumsbundes.

## Schriften (Auswahl)
- Krieg um die Alpen. Der Erste Weltkrieg im Alpenraum und der bayerische Grenzschutz in Tirol (= Zeitgeschichtliche Forschungen. Bd. 35). Duncker & Humblot, Berlin 2008, ISBN 978-3-428-12843-3.
- mit Thomas Madeja und Winfried Mönch (Bearb.): Gang durch die Geschichte. 75 Jahre Wehrgeschichtliches Museum und 50 Jahre Vereinigung der Freunde des WGM. Katalog zur Sonderausstellung, 18. Juli bis 31. Oktober 2009 im Wehrgeschichtlichen Museum Rastatt (= Studiensammlungen und Sonderausstellungen im Wehrgeschichtlichen Museum Rastatt. Nr. 7). Hrsg. durch die Vereinigung der Freunde des Wehrgeschichtlichen Museums Schloss Rastatt, Rastatt 2009, ISBN 3-9810460-3-X.
- mit Thomas Madeja und Winfried Mönch (Bearb.): Von Kaiser zu Kaiser. Erinnerungen an den Deutsch-Französischen Krieg 1870/71. Katalog zur Sonderausstellung, 31. Juli bis 31. Oktober 2010 im Wehrgeschichtlichen Museum Rastatt (= Studiensammlungen und Sonderausstellungen im Wehrgeschichtlichen Museum Rastatt. Nr. 8). Hrsg. durch die Vereinigung der Freunde des Wehrgeschichtlichen Museums Schloss Rastatt, Rastatt 2010, ISBN 978-3-9810460-5-2.
- mit Winfried Mönch (Bearb.): Namen, Bilder, Schatten. Treibgut der Wilhelminischen Marine bis 1918 in Baden und Württemberg. Begleitband zur Sonderausstellung, 28. Juli bis 28. Oktober 2012 im Wehrgeschichtlichen Museum Rastatt (= Studiensammlungen und Sonderausstellungen im Wehrgeschichtlichen Museum Rastatt. Nr. 10). Hrsg. durch die Vereinigung der Freunde des Wehrgeschichtlichen Museums Schloss Rastatt, Rastatt 2012, ISBN 978-3-9810460-7-6.
- Renger de Bruin und Maarten Brinkman (Hrsg.) unter Mitarbeit von Alexander Jordan: Friedensstädte. Die Verträge von Utrecht, Rastatt und Baden 1713–1714. [Anlässlich der Ausstellungen zum Frieden von Utrecht, Rastatt und Baden in folgenden Museen: Centraal Museum, Utrecht, 11. April bis 22. September 2013 … Historisches Museum, Baden, 7. September 2014 bis 1. März 2015]. Imhof, Petersberg 2013, ISBN 978-3-86568-896-5.
- mit Winfried Mönch (Bearb.): „Malerische“ Kriegsbilder vom Hartmannsweilerkopf. Der Erste Weltkrieg in den Vogesen und am Oberrhein 1914/15. Begleitband zur Sonderausstellung, 29.11.2014 bis 26.04.2015 im Wehrgeschichtlichen Museum Rastatt (= Studiensammlungen und Sonderausstellungen im Wehrgeschichtlichen Museum Rastatt. Nr. 11). Hrsg. durch die Vereinigung der Freunde des Wehrgeschichtlichen Museums Schloss Rastatt, Rastatt 2014, ISBN 978-3-9810460-8-3.
- mit Dietmar Raksch und Ulrich Schiers (Bearb.): Kleine Geschenke erhalten die Freundschaft. Offiziersgeschenke aus zwei Jahrhunderten. Katalog zur Sonderausstellung, 14. August bis 22. November 2015 im Wehrgeschichtlichen Museum Rastatt (= Studiensammlungen und Sonderausstellungen im Wehrgeschichtlichen Museum Rastatt. Nr. 12). Hrsg. durch die Vereinigung der Freunde des Wehrgeschichtlichen Museums Schloss Rastatt, Rastatt 2015, ISBN 978-3-9810460-9-0.